# Меттью Брін (тенісист)
Меттью Брін (англ. Matthew Breen; нар. 12 червня 1976) — колишній австралійський тенісист.
Найвищу одиночну позицію світового рейтингу — 249 місце досяг 23 жовтня 2000, парну — 182 місце — 2 жовтня 2000 року.

## Титули на челленджерах

### Парний розряд: (1)
| Ранг | Рік  | Турнір                              | Покриття | Партнер   | Суперники у фіналі          | Рахунок у фіналі |
| ---- | ---- | ----------------------------------- | -------- | --------- | --------------------------- | ---------------- |
| 1.   | 2001 | Таллахассі, Сполучені Штати Америки | Тверде   | Лі Пірсон | Брендон Гоук Роберт Кендрік | 6–4, 6–2         |